# Salim Keddah
Salim Keddah, né le 2 mai 1996, est un coureur cycliste algérien.

## Palmarès et résultats

### Palmarès par année
- 2012
  - 3e du championnat d'Algérie sur route cadets
- 2013
  - 3e du championnat d'Algérie du contre-la-montre juniors
- 2014
  -  Champion arabe du contre-la-montre par équipes juniors[n 1]
  -  Champion d'Algérie du contre-la-montre juniors
  - 1re étape de la Coupe de l'Union arabe juniors
- 2015
  - 3e étape du Tour international de Constantine[1]
- 2019
  - Course de Chahid Mustapha-Benboulaïd[2]
  - 1re étape du Tour de Sidi Bel Abbès[3]

### Classements mondiaux
| Année           | 2015 |
| --------------- | ---- |
| UCI Africa Tour | 163e |